# Станенцино
Станенцино (пол. Stanięcino) — село в Польщі, у гміні Слупськ Слупського повіту Поморського воєводства.
Населення — 174 особи (2011).
У 1975-1998 роках село належало до Слупського воєводства.

## Демографія
Демографічна структура станом на 31 березня 2011 року:
|          | Загалом | Допрацездатний вік | Працездатний вік | Постпрацездатний вік |
| -------- | ------- | ------------------ | ---------------- | -------------------- |
| Чоловіки | 79      | 20                 | 52               | 7                    |
| Жінки    | 95      | 18                 | 60               | 17                   |
| Разом    | 174     | 38                 | 112              | 24                   |